# 彭大順
彭大順（?—?），太平军翼王石达开部将领。

## 生平
1857年后随石达开出走，封为扩天燕。咸丰九年（1859年），入湖南，轉入广西庆远。石達開有意攻取四川作為根據地，可是許多部下希望返回天京。石达开拒绝，一些部隊開始離開他。1860年，彭大順與朱衣點等多位將領決定“萬里回朝”，率領所部向天京出發，轉入懷遠（治今河口）、融縣（今融水）。入湖南綏甯（治今寨市鎮）、城步。再奪下江西崇義，經南安（今大余）、瑞金進入福建。咸丰十年（1861年）十二月初三日攻克汀州（今長汀）。次年二月攻下連城，紮營於孔廟。三月二十九日，在姑田受重傷，不久卒於连城。